# Losbrechwiderstand
Der Losbrechwiderstand wird auch als Losbrechkraft bezeichnet.
In der Fahrzeugtechnik ist damit oft der Fahrwiderstand im Moment des Anfahrens gemeint.
Der Begriff wurde u. a. zur Erklärung eines Effekts beim Anfahren  von Schienenfahrzeugen eingeführt.
Durch das Fehlen einer vollkommenen Schmierung beim Anfahren – besonders bei Gleitlagern, wo der Tragfilm erst aufgebaut werden muss – tritt ein erhöhter Fahrwiderstand auf. Der Losbrechwiderstand beträgt meist 0,6 % bis 0,8 % und in Extremfällen bis 2,0 % des Fahrwiderstands.
Im Bereich Maschinenbau, insb. Fördertechnik sind auch andere Ursachen möglich. So können sich auf Fahrwegen mit höherer Elastizität bei Stillstand Vertiefungen bilden, die eine Fortbewegung hemmen.